# Llàtzer Moix
Llàtzer Moix (Sabadell, 1955) és un periodista català. Va començar la seva trajectòria periodística en 1976. Va dirigir durant vint anys la secció cultural de La Vanguardia. Ha estat també redactor cap adjunt del periòdic i crític d'arquitectura.

## Obres
- Queríamos un Calatrava (2016)
- Arquitectura milagrosa (2010)
- Mundo Mendoza (2006)
- Wilt soy yo. Conversaciones con Tom Sharpe (2002)
- La ciudad de los arquitectos (1996)
- Mariscal (1992)